# Parafia Miłosierdzia Bożego w Gliwicach
Parafia Miłosierdzia Bożego w Gliwicach – rzymskokatolicka parafia w Gliwicach na osiedlu Obrońców Pokoju, należy do dekanatu Gliwice-Sośnica w diecezji gliwickiej.

## Historia parafii
Kaplica  pw. Miłosierdzia Bożego została poświęcona 1 września 2002 roku.

## Liczebność i obszar parafii

### Ulice należące do parafii
Bażancia, Błękitna, Bzów, Cieszyńska, Esperantystów, Funka, Graniczna nr nieparzyste 7-11 oraz nr parzyste 2-14 do ul. Rogozińskiego, Jabłoni, Jałowcowa, Ligocka, Lisia, Myśliwska, Obrońców Pokoju, Obrońców Westerplatte, Ogrodowa, Olszewskiego, ONZ, Orzechowa, Paderewskiego, PCK, Piaseckiego, Przydrożna, Rapackiego, Sarnia, Strzelnicza, Tarnogórska nr nieparzyste 153-219, Wiśniowa, św. Wojciecha (z wyjątkiem cmentarza parafialnego położonego przy tej ulicy, który pozostaje dalej w zarządzie parafii św. Bartłomieja), Zajęcza, Zamenhofa

## Duszpasterze

### Proboszczowie
- ks. Marek Stanisław Góra - od 2001-09-18

### Wikariusze
- ks. Andrzej Stanisław Biwo - od 2002-09-01 do 2003-08-31
- ks. Marek Niewiadomski - od 2003-09-01 do 2007-08-26
- ks. Stanisław Wierny - od 2004-09-01 do 2006-06-30
- ks. Jerzy Marcin Faszczewski - od 2007-08-26
- ks. Marcin Witold Gruszka - od 2007-08-26 do 2010
- ks. Mateusz Batóg - od 2022-09-01

### Inni księża
- ks. Bogdan Zygmunt Benedik - od 2006-08-21

### Duchowni pochodzący z parafii
- ks. Piotr Dyduch - wyświęcony w 2006.
- ks. Piotr Lewandowski - wyświęcony 2010
- ks. Dariusz Janowski - wyświęcony 2011

### Duchowni pochowani na terenie parafii
- ks. Robert Rzepka (zm. 11.01.1938)
- ks. Paulus Olesch SI (zm. 19.01.1952)
- ks. Wojciech Goleń  (zm. 05.10.1970)
- ks. Leon Wilk SI (zm. 03.12.1975)
- ks. Brunon Domagała (zm. 19.12.1980)
- br. Władysław Krosnowski SI (zm. 19.12.1980)
- ks. Edward Strohschneider SI (zm. 23.11.1983)
- ks. Paweł Misz SI (zm. 06.03.1992)
- ks. Józef Grochalski SI (zm. 10.12.1993)

## Grupy działające w parafii
- Dzieci Maryi
- Ministranci
- Róże Różańcowe
- Chór
- Schola
- CARITAS
- Wspólnota Przymierza Rodzin MAMRE

## Kościoły i kaplice mszalne
- Kościół pw. Miłosierdzia Bożego

## Cmentarze
Cmentarz parafialny przy ul. św. Wojciecha (w zarządzie par. św. Bartłomieja)

## Księgi metrykalne
Parafia prowadzi księgi chrztów, ślubów i zgonów od 1 września 2002 roku.